# Arthur Shields
Pour les articles homonymes, voir Shields.
Arthur Shields est un acteur et metteur en scène irlandais, né le 15 février 1896 à Dublin (Irlande), mort le 27 avril 1970 à Santa Barbara (Californie, États-Unis).

## Biographie
Arthur Shields débute à l'Abbey Theatre de Dublin, avant de jouer au théâtre à Broadway entre 1918 et 1941, notamment dans des productions en tournée de l’Abbey Theatre et à plusieurs reprises aux côtés de son frère Barry Fitzgerald (né William Shields).
En 1940 et 1941, il met en scène à Broadway deux pièces qu'il interprète, dont Junon et le Paon de Seán O'Casey (adaptée au cinéma par Alfred Hitchcock en 1930), qu'il crée à l'Abbey Theatre en 1924.
Au cinéma, après deux films muets en 1918, il participe à des films américains (étant désormais installé aux États-Unis) entre 1932 et 1962, interprétant souvent des rôles de prêtre ou de pasteur. Ainsi, l’un de ses rôles les mieux connus est, en 1952, celui du Révérend Cyril Playfair dans L'Homme tranquille, où il retrouve son frère, ainsi que le réalisateur John Ford, avec lequel il avait déjà tourné plusieurs fois précédemment.
À la télévision, il apparaît dans des séries de 1949 à 1965.

## Filmographie partielle

### au cinéma
- 1936 : Révolte à Dublin (The Plough and the Stars) de John Ford
- 1939 : Sur la piste des Mohawks (Drums along the Mohawk) de John Ford
- 1940 : Little Nellie Kelly de Norman Taurog
- 1940 : Les Hommes de la mer (The Long Voyage Home) de John Ford
- 1941 : Le Faucon gentleman détective (The Gay Falcon) d'Irving Reis
- 1941 : Qu'elle était verte ma vallée (How Green was my Valley) de John Ford
- 1942 : Gentleman Jim de Raoul Walsh
- 1942 : Prisonniers du passé (Random Harvest) de Mervyn LeRoy
- 1942 : Le Cygne noir (The Black Swan) de Henry King
- 1942 : Broadway, de William A. Seiter
- 1942 : Âmes rebelles (This Above All) d'Anatole Litvak
- 1942 : Pacific Rendezvous de George Sidney
- 1943 : Madame Curie de Mervyn LeRoy
- 1943 : Le Héros du Pacifique (The Man from Down Under) de Robert Z. Leonard
- 1943 : Fidèle Lassie (Lassie comes Home) de Fred M. Wilcox
- 1944 : Les Clés du royaume (The Keys of the Kingdom) de John M. Stahl
- 1944 : Les Blanches Falaises de Douvres (The White Cliffs of Dover) de Clarence Brown
- 1945 : La Vallée du jugement (The Valley of Decision) de Tay Garnett
- 1945 : Too Young to Know de Frederick de Cordova
- 1945 : Le Portrait de Dorian Gray (The Picture of Dorian Gray) d'Albert Lewin
- 1945 : Roughly Speaking de Michael Curtiz
- 1945 : Le blé est vert (The Corn is Green) d'Irving Rapper
- 1946 : Ses premières ailes (Gallant Journey) de William A. Wellman
- 1946 : The Verdict de Don Siegel
- 1947 : L'Extravagante Miss Pilgrim (The Shocking Miss Pilgrim), de George Seaton
- 1947 : Les Magiciens du swing (The Fabulous Dorseys) d'Alfred E. Green
- 1948 : Le Sang de la terre (Tap Roots) de George Marshall

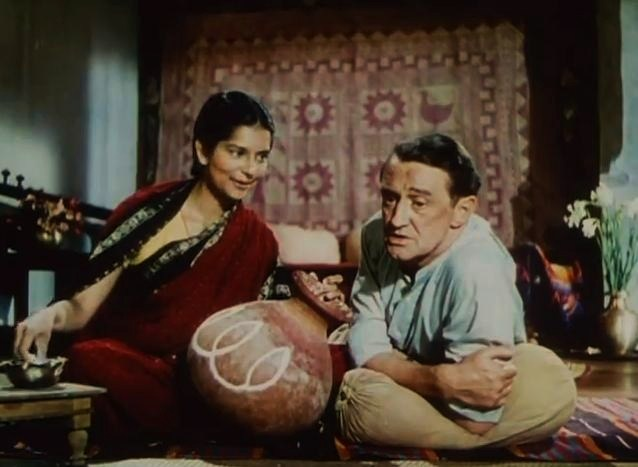
Avec, dans Le Fleuve (1951)

- 1949 : Feu rouge (Red Light) de Roy Del Ruth
- 1949 : La Charge héroïque (She wore a Yellow Ribbon) de John Ford
- 1949 : Le Défi de Lassie (Challenge to Lassie) de Richard Thorpe
- 1949 : Aventure en Irlande (The Fighting O'Flynn)  d'Arthur Pierson
- 1949 : Mon véritable amour (My Own True Love) de Compton Bennett
- 1950 : Tarzan et la Belle Esclave (Tarzan and the Slave Girl) de Lee Sholem
- 1951 : L'Équipage fantôme (Sealed Cargo) d'Alfred L. Werker
- 1951 : Le peuple accuse O'Hara (The People against O'Hara) de John Sturges
- 1951 : Le Fleuve (The River) de Jean Renoir
- 1951 : Quand les tambours s'arrêteront (Apache Drums) de Hugo Fregonese
- 1951 : Les Pirates de la Floride (The Barefoot Mailman) d'Earl McEvoy
- 1952 : L'Homme tranquille (The Quiet Man) de John Ford
- 1953 : Vicky (Scandal at Scourie) de Jean Negulesco
- 1953 : Le Bagarreur du Pacifique (South Sea Woman) d'Arthur Lubin
- 1954 : Rivière sans retour (River of No Return) d'Otto Preminger
- 1954 : Pride of the Blue Grass de William Beaudine
- 1955 : Madame de Coventry (Lady Godiva of Coventry) d'Arthur Lubin
- 1956 : Le Roi et Quatre Reines (The King and Four Queens) de Raoul Walsh
- 1957 : La Fille du Docteur Jekyll (Daughter of Dr. Jekyll) d'Edgar Georg Ulmer
- 1958 : L'Île enchantée (Enchanted Island) d'Allan Dwan
- 1959 : Le Grand Damier (Night of the Quarter Moon) de Hugo Haas
- 1960 : Pour l'amour de Mike (None but the Brave ou For the Love of Mike) de George Sherman
- 1962 : Le Pigeon qui sauva Rome (The Pigeon that took Rome) de Melville Shavelson

### à la télévision (séries)
- 1956 : The Hardy Boys, 9 épisodes
- 1958 : Perry Mason, Saison 1, épisode 30 The Case of the Screaming Woman d'Andrew V. McLaglen
- 1960 : Bonanza, Saison 1, épisode 24 The Stranger de Christian Nyby
- 1960 : La Grande Caravane (Wagon Train), Saison 3, épisode 28 The Amos Gibbon Story de Joseph Pevney
- 1960 : Rawhide, Saison 2, épisode 20 Incident of the Dust Flower de Ted Post
- 1960 : Maverick, Saison 4, épisode 14 The Bold Fenian Man d'Irving J. Moore
- 1965 : Les Espions (I Spy), Saison 1, épisode 12 La Rançon (Three Hours on a Sunday Night) de Paul Wendkos

## Théâtre
Pièces à Broadway, comme acteur, sauf mention contraire
- 1918-1919 : The Voice of McConnell de George M. Cohan
- 1921 : The White-Headed Boy de Lennox Robinson
- 1932 : The Far-off Hills de Lennox Robinson, avec Barry Fitzgerald
- 1932 : The New Gossoon de George Shiels, avec Denis O'Dea
- 1934 : The Plough and the Stars de Seán O'Casey, avec Barry Fitzgerald, Denis O'Dea (+ adaptation au cinéma de 1936 sus-visée)
- 1934 : The New Gossoon de George Shiels, reprise
- 1934 : Drama at Inish de Lennox Robinson, avec Barry Fitzgerald, Denis O'Dea
- 1934 : The Far-off Hills de Lennox Robinson, reprise, avec Barry Fitzgerald
- 1934 : Look at the Heffernans de Brinsley MacNamara, avec Barry Fitzgerald, Denis O'Dea
- 1934 : Le Baladin du monde occidental (The Playboy of the Western World) de John Millington Synge, avec Barry Fitzgerald
- 1934 : L'Ombre de la vallée (The Shadow of the Glen) de John Millington Synge, avec Barry Fitzgerald
- 1934 : Church Street de Lennox Robinson, avec Barry Fitzgerald, Denis O'Dea
- 1934 : Junon et le paon (Juno and the Paycock) de Seán O'Casey, avec Barry Fitzgerald, Denis O'Dea
- 1937 : Katie Roche de Teresa Deevy, avec Denis O'Dea
- 1937 : The Plough and the Stars de Seán O'Casey, reprise, avec Denis O'Dea
- 1937 : The Far-off Hills de Lennox Robinson, reprise
- 1937 : In a Train de Hugh Hunt, avec Denis O'Dea
- 1937 : Le Baladin du monde occidental (The Playboy of the Western World) de John Millington Synge, reprise, avec Denis O'Dea
- 1937 : The New Gossoon de George Shiels, reprise, avec Denis O'Dea
- 1937 : Junon et le Paon (Juno and the Paycock) de Seán O'Casey, reprise, avec Denis O'Dea
- 1937 : Drama at Inish de Lennox Robinson, reprise, avec Denis O'Dea
- 1938-1939 : Spring Meeting de M. J. Farrell et John Perry, mise en scène de John Gielgud, production de Gladys Cooper et Philip Merivale, avec Gladys Cooper, Robert Flemyng
- 1940 : Junon et le Paon (Juno and the Paycock) de Seán O'Casey, reprise, avec Sara Allgood, Barry Fitzgerald (+ coproducteur et metteur en scène)
- 1941 : Tanyard Street de Louis D'Alton, avec Barry Fitzgerald, Lloyd Gough, Margo (+ metteur en scène)